# Ceropegia crassifolia
Ceropegia crassifolia är en oleanderväxtart som beskrevs av Rudolf Schlechter. Ceropegia crassifolia ingår i släktet Ceropegia och familjen oleanderväxter. Utöver nominatformen finns också underarten C. c. copleyae.